# Robert Bielecki
Robert Bielecki (ur. 29 kwietnia 1939 w Warszawie, zm. 6 września 1998 tamże) – polski historyk i dziennikarz, wieloletni korespondent Polskiej Agencji Prasowej.

## Życiorys
W 1962 ukończył studia historyczne na Uniwersytecie Warszawskim, od 1963 był pracownikiem Redakcji Zagranicznej Polskiej Agencji Prasowej (m.in. w Paryżu). W 1973 obronił pracę doktorską Polacy w walkach nad Berezyną (listopad 1812) napisaną pod kierunkiem Stanisława Herbsta
Autor licznych książek w większości poświęconych dwóm jego pasjom badawczym: dziejom wojskowości polskiej i historii Francji od rewolucji francuskiej do 1831 roku oraz powstaniu warszawskiemu (1944).

## Twórczość
- Austerlitz 1805, seria Historyczne bitwy
- Bastylia 1789. Warszawa: Bellona, 1991. ISBN 83-11-07885-8. Brak numerów stron w książce, seria Historyczne Bitwy
- Batalion harcerski „Wigry”. Warszawa: Wydawnictwo „Historia”, 1991. ISBN 83-900250-0-0. Brak numerów stron w książce
- Belwederczycy i podchorążowie
- Berezyna 1812, seria Historyczne Bitwy
- Co to jest gaullizm?
- De Gaulle i inni
- Długa 7 w Powstaniu Warszawskim
- Encyklopedia wojen napoleońskich
- Francja: anatomia władzy. Warszawa: Książka i Wiedza, 1980. Brak numerów stron w książce PB 5215/80
- Francuzi na co dzień. Warszawa: Książka i Wiedza, 1984. ISBN 83-05-11273-X. Brak numerów stron w książce
- „Gustaw” – „Harnaś” dwa powstańcze bataliony
- Jedność czy autonomia. Warszawa: Wydawnictwo MON, 1977. Brak numerów stron w książce PB 3024/77
- Książę Józef Poniatowski
- Napoleon a Polska. Polacy a Napoleon
- Normandia 1944, seria Historyczne Bitwy
- Pałac Staszica i okolice w Powstaniu Warszawskim
- Paryż i okolice
- Polacy w Legii Cudzoziemskiej 1831-1879
- Pustynna burza
- Słownik biograficzny oficerów Powstania Listopadowego
- Somosierra 1808. Warszawa: Wydawnictwo MON, 1989. ISBN 83-11-07620-0. Brak numerów stron w książce, seria Historyczne Bitwy
- Szwoleżerowie gwardii
- Valéry Giscard d’Estaing i jego Francja
- W zasięgu PAST-y
- Wielka Armia Napoleona
- Batalion harcerski WIGRY
- Z czerwoną różą przez Francję
- Zarys rozproszenia Wielkiej Emigracji we Francji 1831-1837
- Żołnierze Powstania Warszawskiego